# Verchnekolymskij ulus
Verkhnekolymsky ulus è un ulus (distretto) della Repubblica Autonoma della Jacuzia-Sacha, nella Russia siberiana orientale. Il capoluogo è il villaggio (selo) di Zyrjanka. 
Verkhnekolymsky confina con altri tre ulus della repubblica autonoma: a est con Momskij ulus a nord-ovest con Abyjskij ulus e a nord con Srednekolymskij ulus. A oriente invece confina con l'Oblast' di Magadan e ne sancisce il confine. Questo ulus vanta il record di essere uno dei territori con densità di popolazione più bassi dell'intera Russia.